# Erica Jongová
Erica Jongová, rodným jménem Erica Mannová (* 26. března 1942, New York), je americká spisovatelka. Její knihy jsou autobiografické, eroticky otevřené, feministicky zakotvené a mapují typická dilemata ženského života v různých jeho fázích.

## Život
Narodila se v židovské rodině. Vystudovala anglickou literaturu na Kolumbijské univerzitě v New Yorku. Poté vyučovala angličtinu na City College v New Yorku a jeden čas i v německém Heidelbergu, kde žila s druhým manželem. Právě v Německu začala psát. Nejprve vydala sbírku básní Ovoce a zelenina (1971) a pak román, jímž se rychle proslavila: Strach vzlétnout (1973). Kniha se stala bestsellerem, celosvětově se jí prodalo 20 milionů výtisků. Biografii věnovala svému příteli Henry Millerovi, nazvala ji Démon zblízka (1993).

### Próza
- Fear of Flying (1973)
- How to Save Your Own Life (1977)
- Fanny, Being the True History of the Adventures of Fanny Hackabout-Jones (1980)
- Megan's Book of Divorce: a kid's book for adults (1984)
- Megan's Two Houses: a story of adjustment (1984)
- Parachutes & Kisses (1984)
- Shylock's Daughter (1987) (původní název: Serenissima)
- Any Woman's Blues (1990)
- Inventing Memory (1997)
- Sappho's Leap (2003)
- Fear of Dying (2015)

### Publicistika
- Witches (1981)
- The Devil at Large: Erica Jong on Henry Miller (1993)
- Fear of Fifty: A Midlife Memoir (1994)
- What Do Women Want? bread roses sex power (1998)
- Seducing the Demon: writing for my life (2006)
- It Was Eight Years Ago Today (But It Seems Like Eighty) (2008)

### Poezie
- Fruits & Vegetables (1971)
- Half-Lives (1973)
- Loveroot (1975)
- At the Edge of the Body (1979)
- Ordinary Miracles (1983)
- Becoming Light: New and Selected (1991)
- Love Comes First (2009)